# شلة المحتالين (فلم)
شلة المحتالين  فيلم كوميدي للمخرج حلمي رفلة عام 1973، وكتب القصة والسيناريو والحوار فيصل ندا. الفيلم من بطولة فؤاد المهندس، محمد عوض، شويكار، ونبيلة عبيد  وتدور الأحداث حول مجموعة من المحتالين في صراع وتنافس مما يتسبب في دخول السجن مرات ومرات ثم يقرر الجميع التعاون بدلاً من الصراع.
صدر الفيلم إلى دور العرض المصرية في 23 يوليو 1973.
منح موقع قاعدة بيانات الأفلام على الإنترنت (IMDB) الفيلم درجة 5.4/ 10.
منح موقع قاعدة بيانات الأفلام العربية «السينما.كوم» الفيلم درجة 5.6/ 10.

## طاقم التمثيل
فؤاد المهندس: في دور الأرناؤوطي حب الرمان (المحتال)
محمد عوض: في دور بسيوني المعجباني (المحتال)
شويكار: في دور سعاد أبو الدهب (محتالة)
نبيلة عبيد: في دور نوال أبو الدهب (شقيقة سعاد)
نجوى فؤاد: في دور إلهام الراقصة (عشيقة الأرناؤوطي)
إدمون تويما: في دور الخواجة يني
أديب الطرابلسي: في دور الخواجة ياسو (مدير معرض السيارات)
سعيد خليل: في دور مدير الملهى الليلي
عبدالعظيم كامل: في دور الجواهرجي حليم
محمد خليل: في دور جلال (مدير المحل)
ليلى صابونجي: في دور سيدة تبيع بيتها
محمد شوقي: في دور عثمان
ماري باي باي: في دور بهيجة محمد علي
بالاشتراك مع: زوزو شكيب - فيفي يوسف - فهمي أمان - عبد المنعم بسيوني - حلمي حليم - فاطمة وجدي - عباس الدالي - عبد المنعم النمر - عبد المنعم عبد الرحمن - حسن أنيس - سمير رستم - محمد طه (المطرب الشعبي).

## أحداث الفيلم
يتنافس الأرناؤوطي حب الرمان (فؤاد المهندس) وبسيوني المعجباني (محمد عوض) في الاحتيال على الناس، وأيضا يحاول كل منهم إعاقة الآخر والإيقاع به. يحاول الأرناؤوطى التحايل على الخواجة ياسو (أديب الطرابلسي) مدير معرض السيارات ويستولى منه على 4 آلاف جنيه، ولكن بسيوني يتدخل ويستولى على المبلغ لنفسه ويكشف الأرناؤوطي للشرطة، ويتم القبض عليه وسجنه. تستمر الراقصة إلهام (نجوى فؤاد) في زيارة حبيبها الأرناؤوطي في السجن. يقرر الأرناؤوطي بعد الإفراج عنه أن يرد الصفعة لبسيوني، ويستغل محاولته بيع عصا توت عنخ آمون للخواجة يني (أدمون تويما) بأربعة آلاف جنيه، ويستولى هو على المبلغ ويكشف بسيونى الذي يسجن بعد القبض عليه. يظهر ثنائي آخر للاحتيال يتكون من: سعاد أبو الدهب (شويكار) وشقيقتها نوال أبو الدهب (نبيلة عبيد). يتمكن الثنائي النسائي من الاحتيال على الجواهرجي حليم (عبد العظيم كامل) والاستيلاء على قطعة من ألماس ثمنها خمسة آلاف جنيها، وعندما تقوم الشرطة بنشر أوصاف الماسة المسروقة، يحتار الثنائي في كيفية بيعها.
ينتحل بسيونى صفة مفتش بالسياحة ويداهم مطعم وملهى ليلي، ويبتز صاحبه (سعيد خليل) ولكن يحضر الأرناؤوطى منتحلا شخصية كبير المفتشين. تكاد حيلتهم أن تنكشف ولذلك يتم الاتفاق بينهم على التعاون. تبدأ تحركاتهم بالاحتيال على «سعاد ونوال» في الملهى معتقدين أنهم من الأثرياء، ولكن تظهر الراقصة إلهام ولهذا يقرر الأرناؤوطي وبسيوني تأجل الاحتيال لليوم التالي. ينتحل الأرناؤوطي وبسيوني شخصيات أجانب غربيين ويستولوا على قطعة ألماس المسروقة، وعند محاولة بيعها يكشفهم جلال (محمد خليل)، مدير المحل، ويقبض عليهم ليعودوا للسجن.
بعد خروج الأرناؤوطي وبسيوني يتمكنوا من الاحتيال على السيدة (ليلى صابونجي) التي كانت تحاول بيع كل ما تملك للهرب خارج البلاد، ويقومون بشراء كل شئ  بشيكات مزورة. يلتقي الأرناؤوطي وبسيوني مرة ثانية بسعاد ونوال ويقرروا الاحتيال عليهم مرة ثانية، بينما كان الثنائي النسائي يحاول نفس الشئ ولكن يقع الجميع في الحب ويتفقون على الزواج: الأرناؤوطي يتزوج سعاد، وبسيوني يتزوج نوال.
وفي يوم الزفاف تظهر إلهام لتفضح الرجال وليكتشفوا أن سعاد وشقيقتها أيضا يمارسون الاحتيال. يحاول بسيوني والارناؤوطي السير في الطريق القويم وأيضا سعاد ونوال وعندما يربحوا من العمل يقومون برد الأموال لضحاياهم.

## روابط خارجية
- مقالات تستعمل روابط فنية بلا صلة مع ويكي بيانات
- شلة المحتالين على موقع الدهليز
- شلة المحتالين على موقع كاروهات

https://www.themoviedb.org/movie/749653 شلة المحتالين (فيلم)
https://letterboxd.com/film/the-swindlers-1973/ شلة المحتالين (فيلم)